# Quercus dumosa
Espèce
Classification phylogénétique
Statut de conservation UICN

 EN A1c+2c : En danger
Quercus dumosa est une espèce de plantes de la famille des Fagaceae. Ce chêne se rencontre à la fois au Mexique et aux États-Unis.
Quercus dumosa est un arbre sempervirent pouvant croître jusqu'à une hauteur de 1 à 3 mètres. Il pousse dans le maquis californien (chaparral), souvent dans des sols sableux. Il repousse de souche en cas d'incendie.